# Sigrid Arnoldson
Sigrid Arnoldson (20 de març de 1861 - 7 de febrer de 1943) fou una cantant d'òpera sueca amb una activa carrera internacional a la fi del segle xix i al XX. La possessió d'una fina veu de coloratura de soprano amb un rang de tres octaves, els crítics de música van creure que era la successora de Jenny Lind i se la va denominar la nova Nightingale sueca. La seva veu es conserva en diversos enregistraments realitzats a Berlín per la Gramophone Company entre 1906 i 1910.

## Biografia
Nascuda a Estocolm, Arnoldson va aprendre del seu pare Carl Oskar Arnoldson, un respectat tenor, i per Fritz Arlberg, un famós baríton suec. Posteriorment va fer més estudis a París. Va debutar en l'òpera professional el 1885 al Teatre Nacional de Praga com a Rosina al barber de Sevilla de Gioachino Rossini. Aquest paper es va convertir en la seva targeta de visita a diversos teatres importants, incloses les seves primeres i molt reeixides aparicions al Teatre Bolxoi de Moscou el 1886. El mateix any The Musical Times va informar que Franz Liszt havia predit "una brillant carrera" per a ella.
Arnoldson va fer el seu debut a Londres el 1887 al barber de Sevilla de Gioachino Rossini al Theatre Royal, Drury Lane juntament amb Fernando de Lucia, Mattia Battistini i Edouard de Reszke. Com a Rosina, es deia que era "jove, bonica i atractiva, amb bona veu i mètode, i un talent considerable com a actriu" i que "ha guanyat el favor del públic amb la facilitat més gran". A part d'una Zerlina (Don Giovanni) mal acollida el 1887, el seu èxit va ser considerable, i es va dedicar a cantar a la Royal Opera House el 1888 i de nou entre 1892 i 1894. The Musical Times la va anomenar la seva Cherubino (Les noces de Fígaro) "encantadora", i la seva obra com a Nydia de George Fox en l'òpera homònima "una suplantació graciosa"
Max Strakosch la va contractar el 1890 per a una gira nord-americana de 60 concerts per un import de 250.000 francs. El seu debut a Barcelona al Liceu el 1891 va ser informat com "el més rebut amb entusiasme". Va debutar a la Metropolitan Opera de Nova York com a Baucis a Philémon et Baucis el 1893, malgrat que el 1892 s'havia informat que "la seva veu era més petita que mai".
El 1897 va ser enregistrada en un concert de la Royal Philharmonic Society de Londres, que van ser "aplaudides amb fermesa" i aquell mateix any, apareixia amb "un immens èxit" al Teatre Mariïnski de Sant Petersburg en l'òpera italiana. El 1898 va fer una sèrie d'actuacions a l' Staatsoper Unter den Linden. El 1906, va aconseguir un "triomf" a l'Opéra de Monte-Carlo, a Demon d'Anton Rubinstein.
Entre els altres papers Arnoldson va cantar Elsa de Lohengrin de Richard Wagner, Nedda a Pagliacci, Susanna a Les noces de Figaro, Papagena a La flauta màgica, Oscar a Un ballo a la maschera, Marguerite de Valois a Les Huguenots, Sophie a Werther amb Jean de Reszke i tant Micaëla com l'heroïna del títol a Carmen de Bizet. Va cantar aquest últim paper com a substituta de darrera hora d'Emma Calvé, indisposada al Covent Garden el 1903. Mai no havia cantat el paper abans ni mai havia pensat assaltar-la en escena. Així i tot, ella coneixia la música, ja que estava acostumada a aprendre totes les parts de les òperes en les quals va cantar.
El 1910 Arnoldson va ser membre de la Reial Acadèmia de Música de Sueca. Es va retirar dels escenaris el 1911, i després va ensenyar a cantar a Viena durant més de 25 anys. Es va traslladar a Estocolm el 1938, on va continuar la seva formació fins a la seva mort el 1943.